# Sparkasse Hochfranken
Die Sparkasse Hochfranken mit Sitzen in Hof, Marktredwitz und Selb ist als Sparkasse ein öffentlich-rechtliches Kreditinstitut, Anstalt des öffentlichen Rechts und Teil der Sparkassen-Finanzgruppe. Ihr Geschäftsgebiet ist Stadt und Landkreis Hof, Landkreis Wunsiedel im Fichtelgebirge und die Stadt Gefrees.

## Geschichte
Die Sparkasse Hochfranken entstand am 12. August 2009 durch Vereinigung der Kreis- und Stadtsparkasse Hof mit der Sparkasse Fichtelgebirge gemäß Art. 16 und 18 Abs. 3 Gesetz über die öffentlichen Sparkassen. Die Sparkasse Fichtelgebirge benannte sich auf ihre frühere Bezeichnung Sparkasse Hochfranken bereits zum 1. August 2009 um.

## Bildgalerie

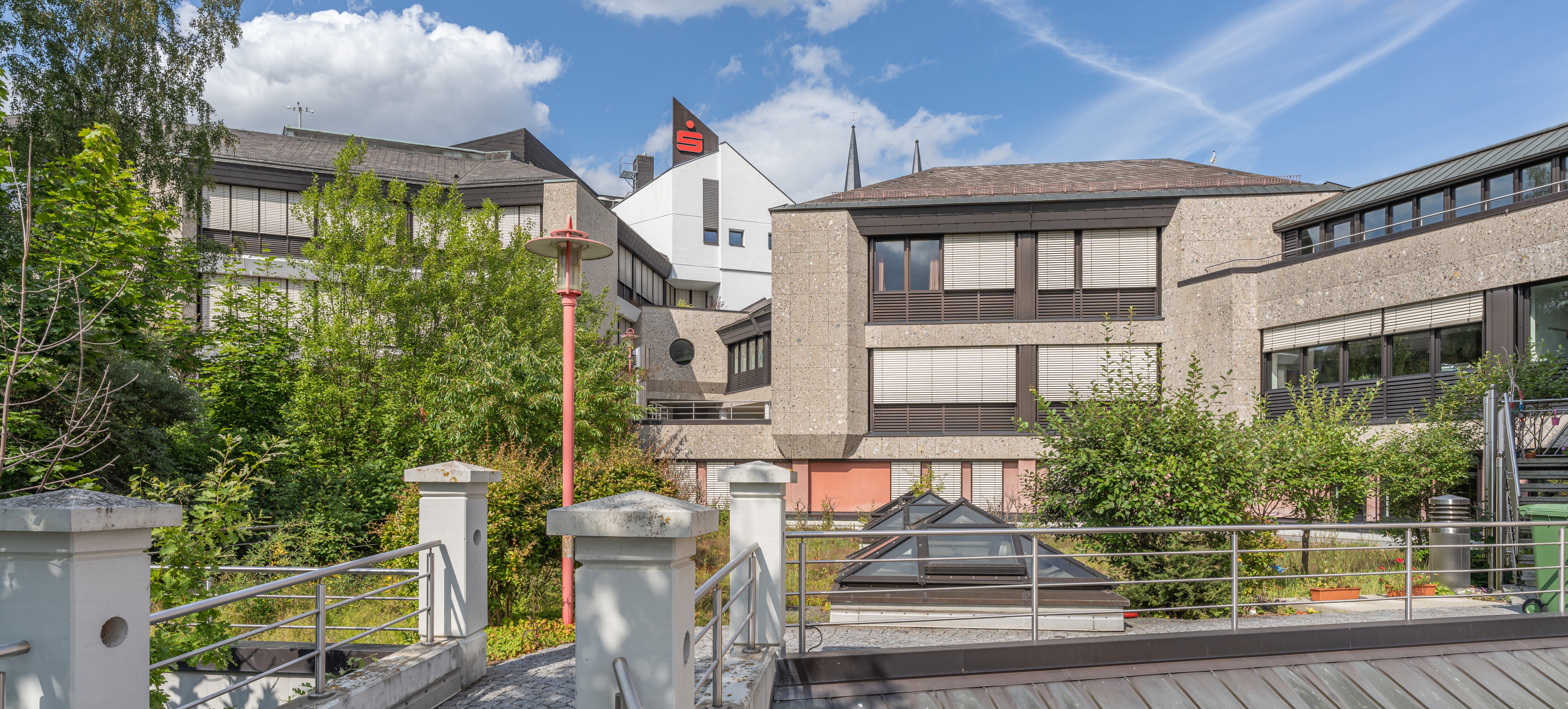
Beratungscenter in Hof
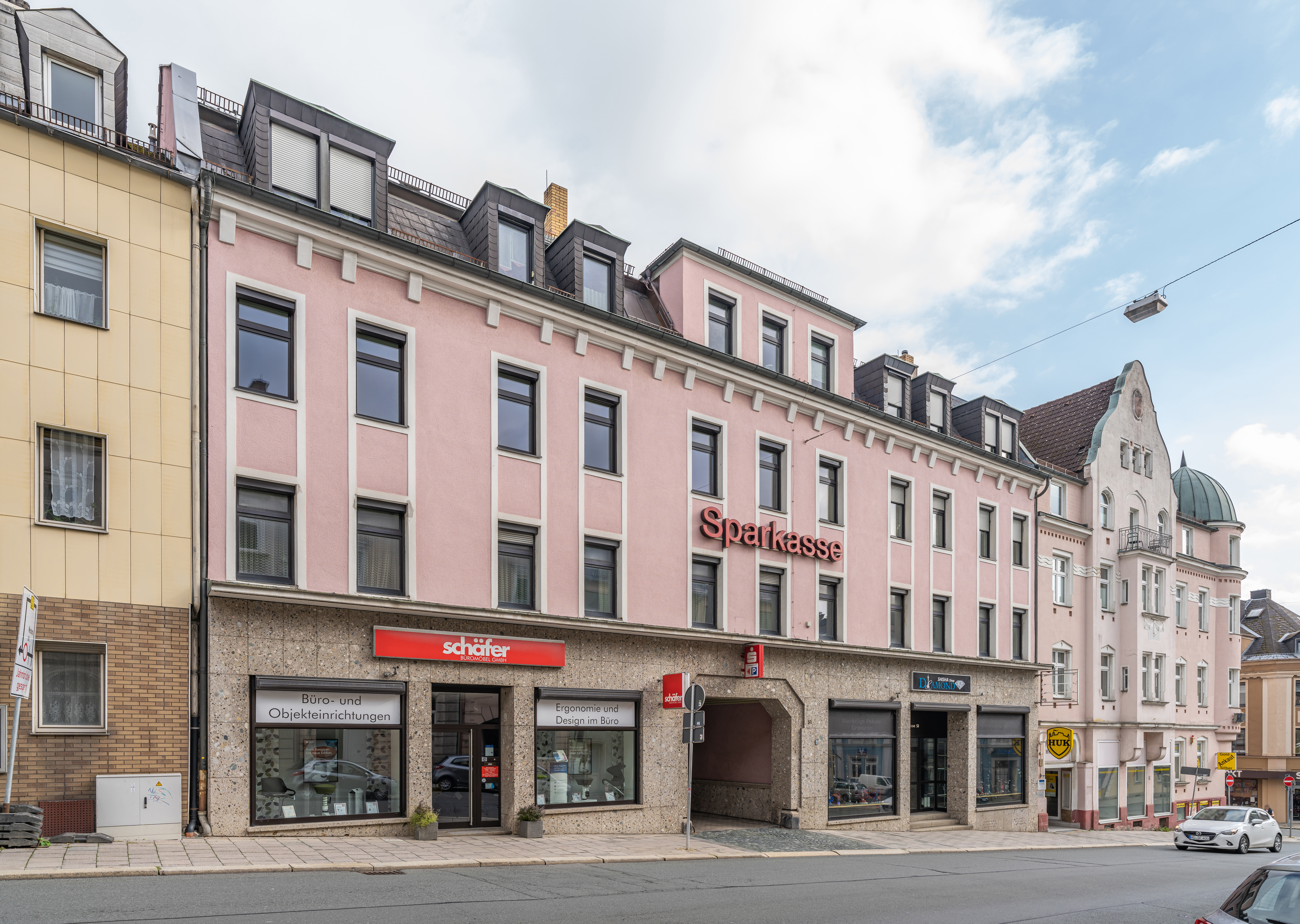
Filiale Marienstraße in Hof
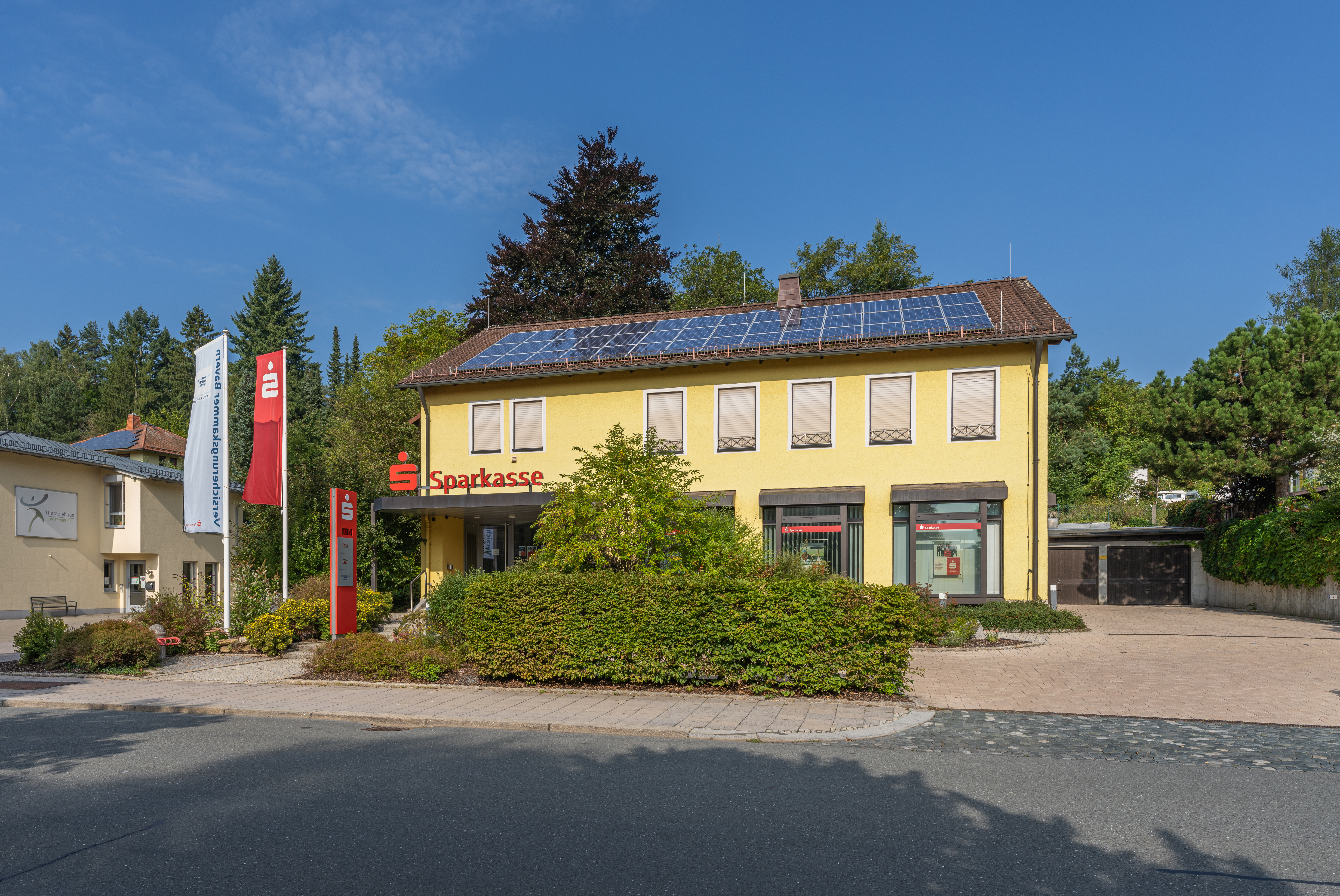
Filiale an der Eppenreuther Straße in Hof
Bau der neuen Filiale; wird ab Anfang 2026 bezogen